# Industria aeroespacial

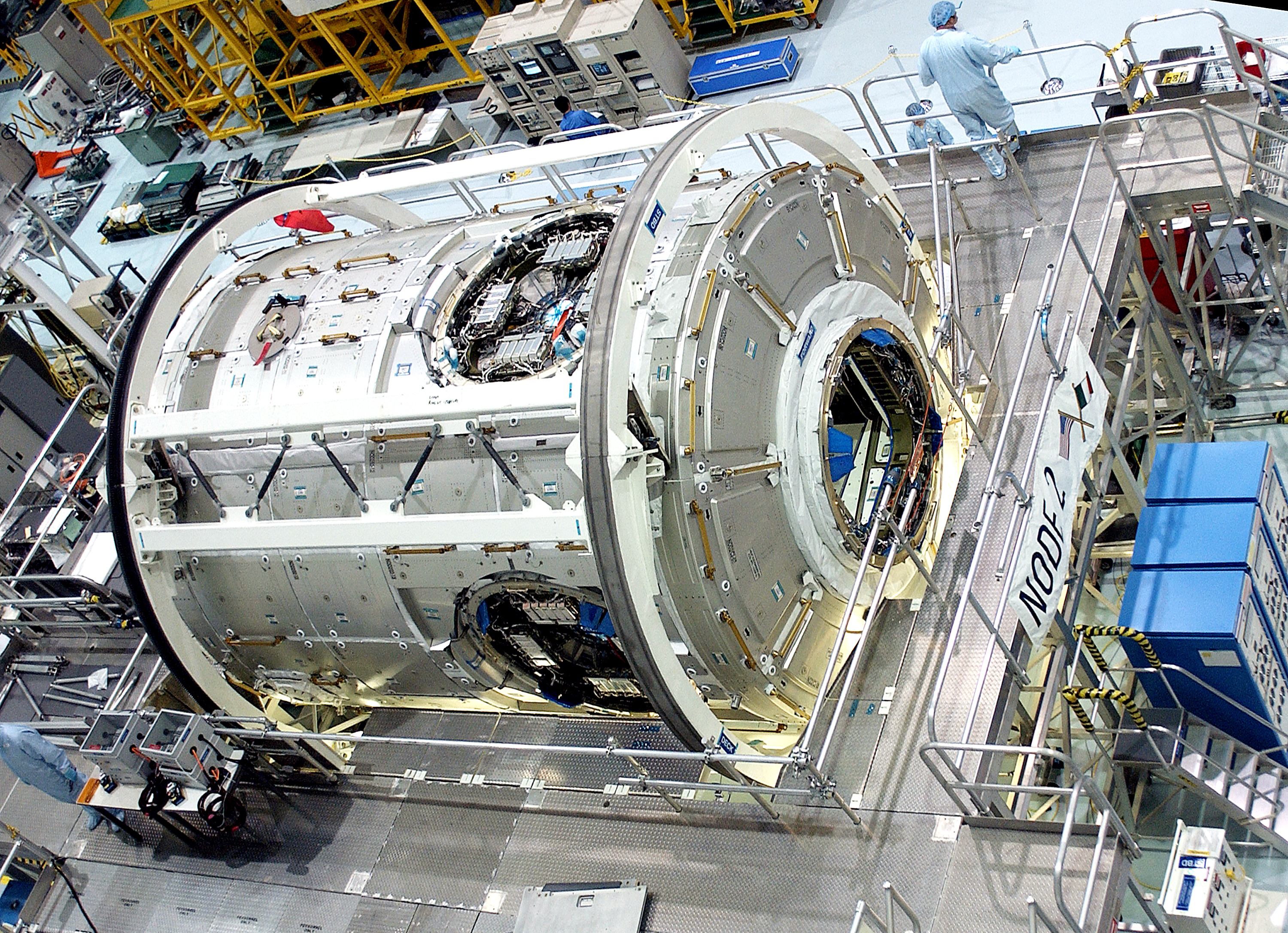
Construcción del módulo Harmony de la Estación Espacial Internacional en la NASA.

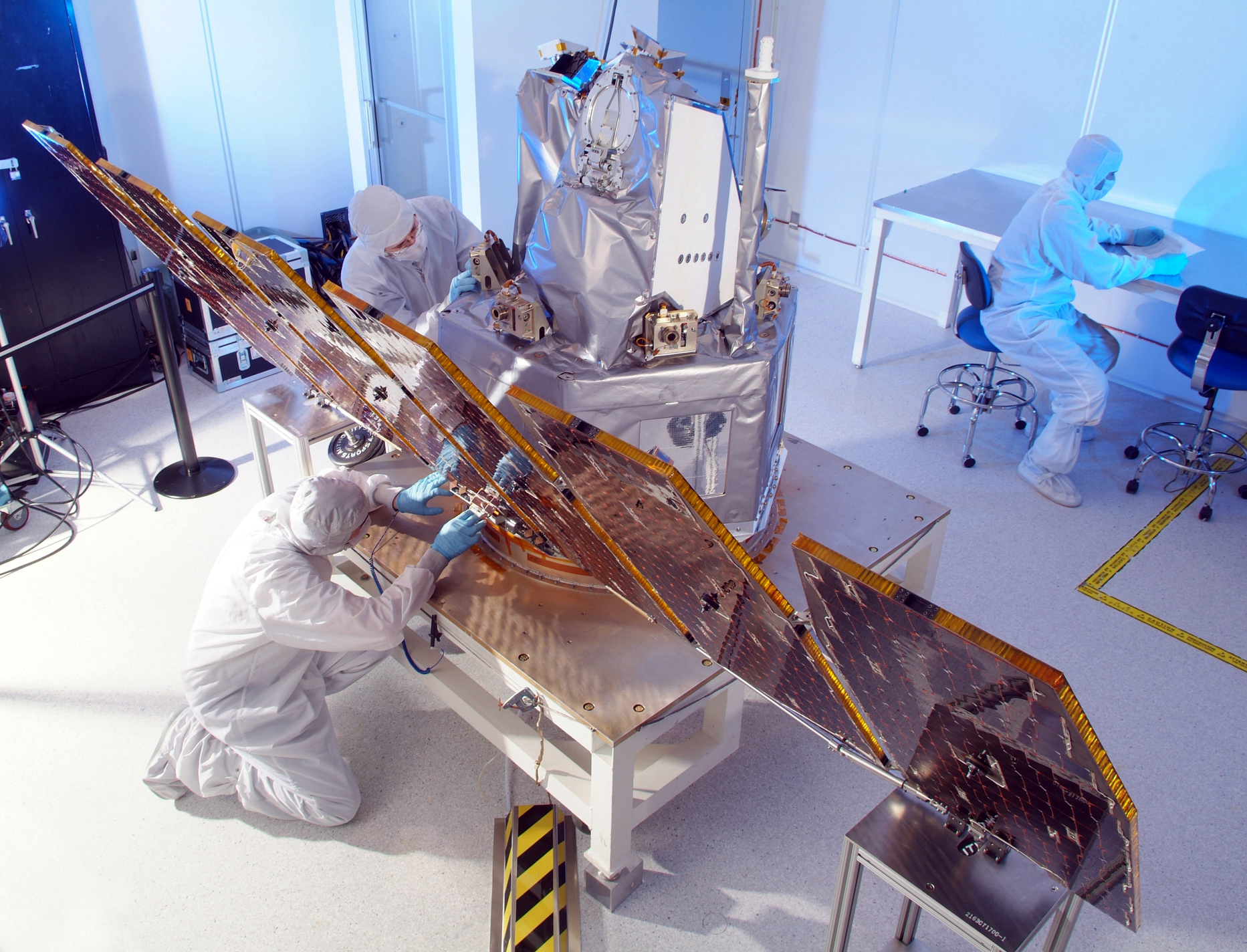
Satélite artificial AIM de la NASA.

La industria aeroespacial es la industria que se ocupa del diseño, fabricación, comercialización y mantenimiento de aeronaves (aviones, helicópteros, vehículos aéreos no tripulados, misiles, etc.), naves espaciales y cohetes, así como de equipos específicos asociados (propulsión, sistemas de navegación, etc.). Es una de las actividades del sector económico de la industria aeronáutica, automovilística y espacial. Estos sectores están estrechamente ligados a las actividades de abastecimiento de materiales militares, y a su consiguiente uso con fines destructivos. La industria aeroespacial es la aplicación de las actividades de la aeronáutica a los vuelos al espacio exterior, cuya aplicación para la defensa tiene fines militares.
En la Unión Europea, las compañías Airbus, BAE Systems, Thales, Dassault, Saab y Leonardo representan una gran parte de la industria aeroespacial y esfuerzo de investigación, con la Agencia Espacial Europea como uno de los mayores consumidores de tecnología y productos aeroespaciales. En Rusia, las mayores compañías aeroespaciales son Oboronprom y la United Aircraft Corporation que engloban a Mikoyán, Sujói, Iliushin, Túpolev, Yakovlev y Beríyev.
En Estados Unidos, el Departamento de Defensa y la NASA son los mayores consumidores de tecnología y productos aeroespaciales. Mientras que las compañías Boeing, United Technologies Corporation, Arkab Inc, Lockheed Martin y SpaceX Se encuentran entre los fabricantes aeroespaciales con mayores capacidades y avances aeroespaciales.
Entre las localidades importantes de la industria aeroespacial civil en todo el mundo se encuentran: Seattle  (Boeing), Hawthorne (SpaceX) y Kent     (Blue Origin) en Estados Unidos, California, Montreal en Canadá (Bombardier), Toulouse en Francia y Hamburgo en Alemania (ambos Airbus/EADS), el noroeste de Inglaterra y Bristol en el Reino Unido (BAE Systems, Airbus y AgustaWestland), así como São José dos Campos en Brasil donde se encuentra la sede de Embraer, con sede en Perú se encuentra SEMAN

## Historia

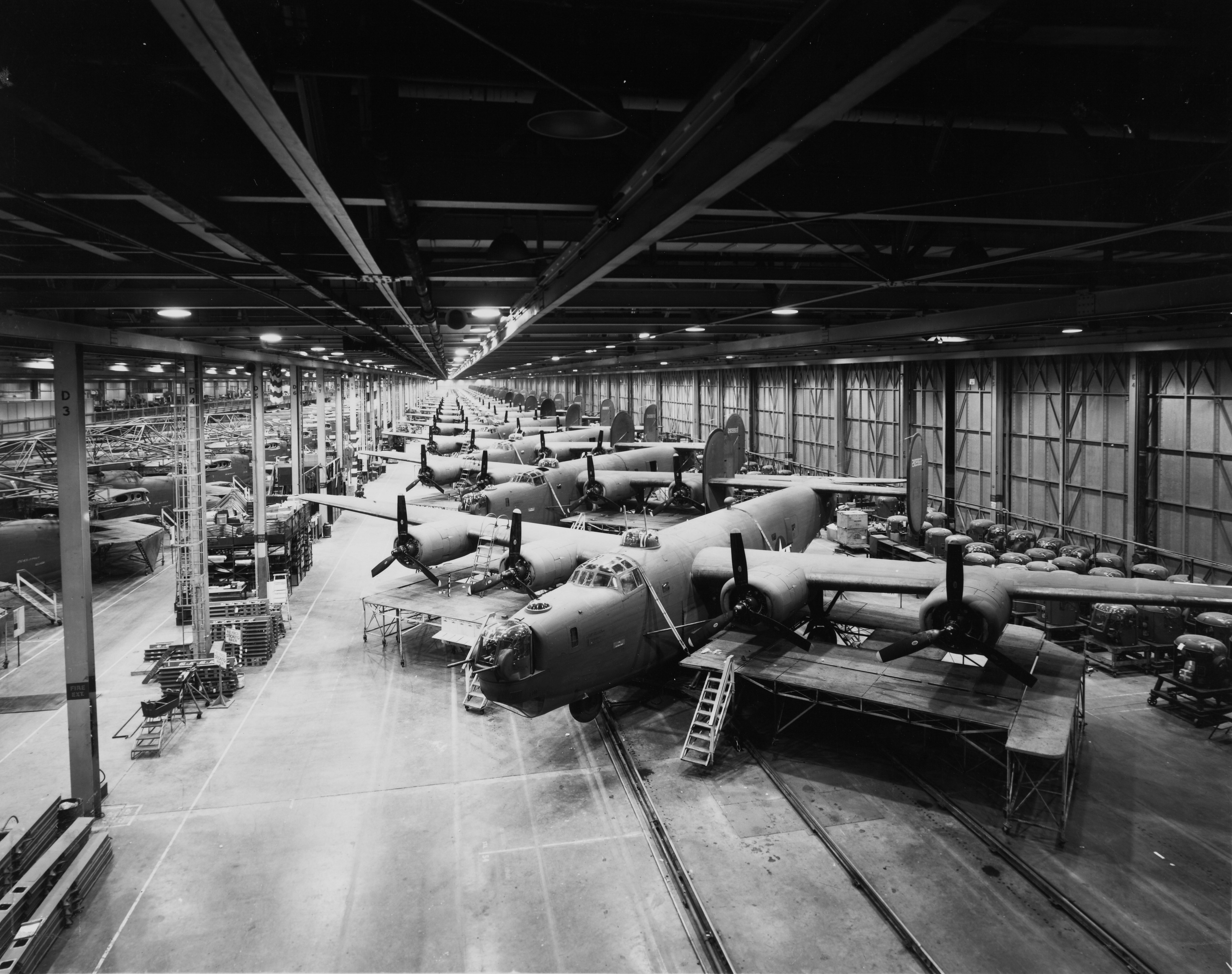
Construcción de un bombardero B-24 en la fábrica Willow Run de la Ford en Estados Unidos durante la Segunda Guerra Mundial.

En el curso de la primera mitad del siglo XX, la industria aeronáutica estaba repartida en el conjunto del mundo industrializado, aunque con predominancia de Estados Unidos. Desde el final de la Segunda Guerra Mundial y aún más desde el desplome del bloque soviético, la industria aeronáutica ha estado incontestablemente dominada por Estados Unidos, aunque Europa alcanzó algunas innovaciones: el Comet de la compañía británica de Havilland será el primer avión civil de propulsión a chorro; la Caravelle, de la compañía francesa Sud Aviation, fue el primer turborreactor comercial de corto y medio alcance y el único con la planta motriz montada en la parte posterior del fuselaje; Francia y Reino Unido lanzaron en conjunto el Concorde, primer avión comercial supersónico que llegó a la velocidad Mach 2. Luego, Europa, por medio del Airbus, logró establecer una competencia eficaz en el dominio del transporte civil. Ciertos estados europeos han mantenido una industria militar aeroespacial sea para preservar su independencia frente a la hegemonía estadounidense o bien porque Estados Unidos les ha negado el acceso a su producción. La primacía de Estados Unidos se explica por el tamaño de su mercado interno (militar y civil) que conlleva a la amortización más rápida de los costos de producción y por el dominio de la tecnología avanzada necesaria para el desarrollo de nuevos aparatos o sistemas. 

### El reagrupamiento de los industriales de la aeronáutica
La importancia de las inversiones y la amplitud de los ciclos necesarios para desarrollar un nuevo aparato han precipitado el reagrupamiento de industriales por medio de compras y fusiones. Esta tendencia es muy notoria en los fabricantes de naves y motores, aunque un poco menos para los fabricantes de equipamientos.
En Francia, solo subsisten Dassault Aviation, fabricante de aeronaves; Snecma, fabricantes de motores para aeronaves, y Thales. Aérospatiale fue otra empresa aeroespacial creada en 1970 y compuesta de más de una docena de sociedad creadas antes de la Segunda Guerra Mundial pioneras en la aviación; pero en 2001 se fusionó con otra empresa para crear Aérospatiale-Matra y, luego, fue absorbida por la corporación europea EADS. Desde el 1 de enero de 2011, Francia también cuenta, a través de ENAC, con la mayor universidad aeronáutica europea.
En el Reino Unido, el constructor BAE Systems y el fabricante de motores Rolls-Royce plc han seguido un curso idéntico. Así, BAE se formó el 30 de noviembre de 1999 con la fusión de British Aerospace (BAe), de Havilland, Avro, Blackburn, Hawker, Armstrong, Vickers, Bristol y Marconi Electronic Systems (MES), la filial de defensa de General Electric (GEC). Como resultado de la fusión, BAE Systems es el sucesor de gran parte de los más famosos aviones y sistemas de defensa británicos.
En Alemania, el constructor DASA (Deutsche Aerospace AG) surgió de la fusión de Messerschmitt, Bölkow, Dornier y dos divisiones de AEG. En julio de 2000, DASA se fusionó junto a Aérospatiale-Matra y CASA para formar EADS.
En España, la constructora CASA asociada a EADS, la tecnológica SENER,  el consorcio IberEspacio y el operador de satélites Hisdesat son las empresas españolas más importantes en la industria espacial europea del siglo XXI.
En Estados Unidos, un movimiento idéntico ha llevado a fusiones al interior de las fabricantes de aeronaves: Boeing (McDonnell, Douglas, North American), General Dynamics (Gulfstream), Northrop Grumman (Northrop, Grumman, Westinghouse, Teledyne-Ryan, TRW), Lockheed-Martin (Lockheed, Martin Marietta). Asimismo, la empresa Rockwell Collins se enfoca en la fabricación de equipos, mientras que United Technologies y General Electric se dedica a la manufactura de motores.
Paralelamente a estas reestructuraciones, emergieron nuevos constructores en los países en desarrollo (en particular, el Sudeste Asiático y América del Sur). Por el momento, muchos de los constructores de la industria aeronáutica surgidos del bloque soviético siguen siendo en buena parte dependientes de la industria estadounidense y europea para sus motores y equipos.